# Peter Küchly
Peter Küchly (* 7. Januar 1836 in Saint-Louis (Moselle); † 19. April 1908 in Saarburg) war katholischer Geistlicher und Mitglied des Deutschen Reichstags.

## Leben
Küchly besuchte das Gymnasium in Pont à Mousson, wo er literarische Studien betrieb, und das Priesterseminar in Nancy (Philosophische und theologische Studien). Danach war er zunächst Vikar in Dagsburg von 1860 bis 1863, Vikar in Saarburg von 1863 bis 1865, Pfarrer in Gunzweiler von 1865 bis 1871, Pfarrer in Dagsburg von 1871 bis 1888 und danach Erzpriester und Ehrendomherr in Saarburg.
Von 1890 bis 1903 war er Mitglied des Deutschen Reichstags für den Wahlkreis Reichsland Elsaß-Lothringen 15 (Saarburg, Château-Salins). Küchly war Mitglied der Elsaß-Lothringischen Protestpartei.